# Milla
|  | Per a altres significats, vegeu «Milla romana». |

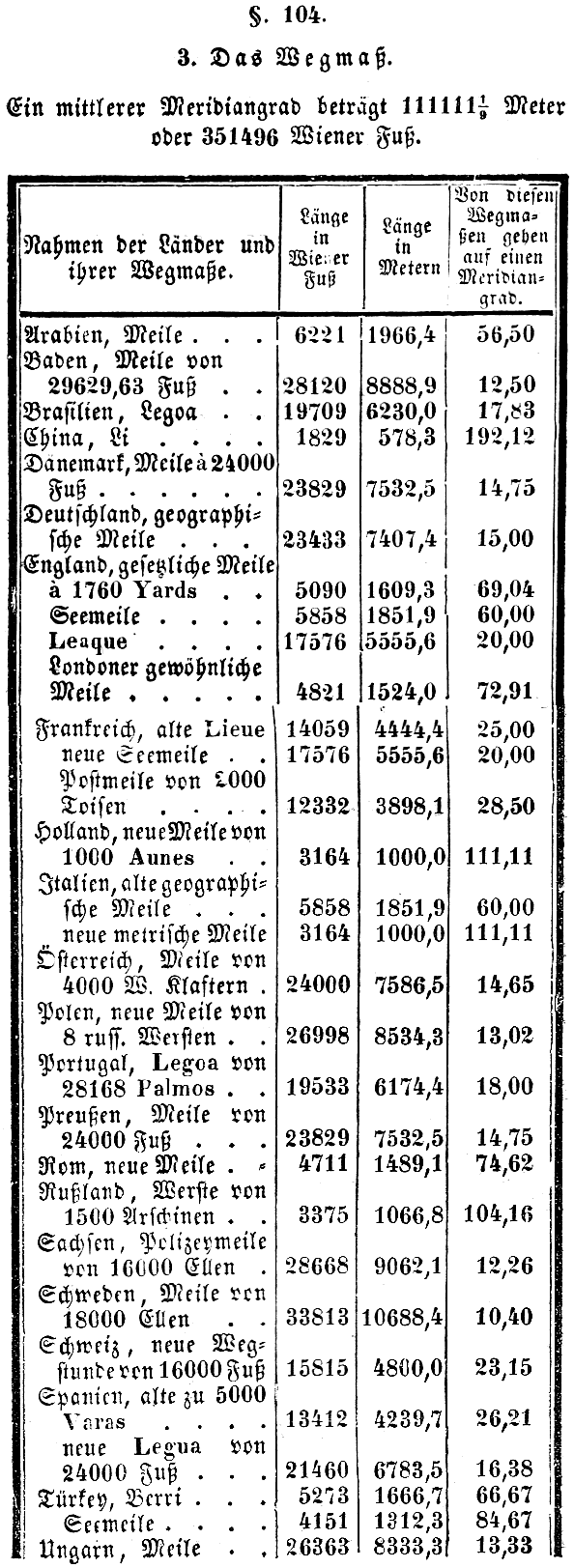
Diverses milles / llegues històriques d'un llibre de text alemany datat el 1848 (donades en peus, metres i fraccions d'un meridià

Es coneix com a milla diverses unitats de longitud més o menys semblants emprades al llarg de la història, cap de les quals forma part del sistema mètric decimal. Les milles foren una de les principals unitats de distància del món occidental malgrat que el seu valor variava d'un país a un altre. Amb la introducció del sistema mètric, els països llatins -així com altres, començaren a fer ús del quilòmetre per a mesurar distàncies terrestres i, actualment, s'utilitza a tot el món, excepte en els països anglosaxons i els de la seva influència, on encara s'utilitza la milla.

## Origen
Els orígens de la milla remunten a temps antics. Sembla haver estat heretada de l'antiga civilització romana i equivalia a mil parells de passes caminades per un home (en llatí: "mille passus", plural: "milia passuum"). Atès que una passa equivalia a uns 73 cm i que les passes eren dobles, la milla romana mesurava aproximadament 1 482 metres.

## Milles actuals
Avui, una milla terrestre anglosaxona equival a 1 609,344 metres i una milla nàutica o marina a 1 852 metres.
En anglès rep el nom de Statute mile. En els països que utilitzen el sistema mètric, la milla apareix normalment en l'escala dels mapes per tal que aquests puguin ser estudiats també pels anglosaxons. De la mateixa manera, els països anglosaxons van incorporar gradualment el quilòmetre com a dada addicional en la seva cartografia.

### Equivalències
| milla         | milla         | milla         | milla     | milla   | milla   |
| internacional | internacional | US survey     | US survey | nàutica | nàutica |
| ------------- | ------------- | ------------- | --------- | ------- | ------- |
| 1,609344      | km            | 1,609347219   | km        | 1,852   | km      |
| 1 609,344     | m             | 1 609,347 219 | m         | 1 852   | m       |

- 0,333 llegües.
- 1,609 344 quilòmetres.
- 8 Furlongs.
- 80 cadenes.
- 320 rods.
- 1 760 iardes.
- 5 280 peus.

Cal parlar doncs de diferents tipus de milla:

### Milla d'agrimensura
Anomenada survey mile (en anglès), la fa servir el Public Land Survey System (Sistema públic d'agrimensura de terres) dels Estats Units; equival a 5 280 peus d'agrimensura, aproximadament 1 609 m.

### Milla terrestre
S'utilitza als Estats Units i el Regne Unit i s'abrevia mi als Estats Units i ml o m al Regne Unit). Es defineix com l'equivalent a 1 760 iardes internacionals (1 iarda = 0,914 4 m); raó per la qual correspon exactament a 1 609,344 m. A efectes pràctics, per molts usos s'arrodoneix el seu valor a 1 609 metres. Així:
- 1 milla terrestre = 1 609 metres
- 1 milla terrestre = 1,609 km
- 1 km = 0,621 milles terrestres

### Milla marina
S'introduí en la nàutica la milla marina fa segles. Encara avui és el referent per a tots els navegants del món, fins i tot, per a aquells acostumats a l'ús del sistema mètric. També s'utilitza en la navegació aèria. En anglès, sovint se l'abrevia nm. La divisió de la longitud del perímetre terrestre en sentit meridià (passant pels pols: 40 000 km) entre els 21 600 minuts que conté la circumferència terrestre (360° x 60') dona com a quocient 1 851,85 metres, que normalment s'arrodoneixen en 1 852 m, el que és la longitud de la milla marina. Així:
- 1 milla marina = 1 minut de l'arc terrestre
- 1 milla marina = 1 852 m
- 1 milla marina = 1,852 km
- 1 km = 0,540 milles marines

Tanmateix, la Terra no és una esfera perfecta, raó per la qual si es pren una circumferència diferent de la línia meridiana (per exemple, l'equatorial), la mesura de la milla marina pot variar en uns quants metres atenent la ubicació. Per tant, a fi d'evitar confusions, l'any 1929 es va decidir a la Conferència Hidrogràfica Extraordinària Internacional celebrada a Mònaco que la milla marina mesura exactament 1 852 metres. En un dia s'unificà el valor de la milla marina a tot el món, per bé que els EUA i el Regne Unit no s'afegiren a aquesta definició fins als anys 1954 i 1970 respectivament. Relacionat amb la milla marina hi ha el nus, una unitat de velocitat que equival a una milla marina per hora.

### Altres milles
Altres contrades del món presenten o han tingut també la milla com a unitat:
- Milla àrab (o milla aràbiga) era una unitat de longitud utilitzada pels geògrafs medievals musulmans. La seva longitud precisa és incerta, però es creu que era al voltant de 1 925 metres.
  - Segons la referència adjunta la parasanga equivalia a 3 milles àrabs.[7]
- Milla de Colom: 1 735 m.[8]
- Milla irlandesa: 2 048,3 m (oficialment en desús des de 1826 però utilitzada fins als nostres dies).
- Milla russa: 1 066,8 m.
- Milla escocesa: 1 814,2 m
- Milla austríaca: 7 585,9 m
- A Noruega i Suècia han utilitzat tradicionalment la denominació milla per a definir la distància equivalent a 10 km.

## Milla del diafragma
L'estudi dels valors de les milles usades en cartografia al llarg del temps és un tema molt controvertit. Cal analitzar la taula que segueix amb molta precaució. La taula ha estat confegida per a mostrar una possible relació entre la distància de l'arc d'un minut de diafragma, la milla romana i la milla catalana antiga.
| Comparació de milles                             | Valor en metres |
| ------------------------------------------------ | --------------- |
| Minut del diafragma (Milla del diafragma)        | 1 498,3         |
| Milla romana                                     | 1 480           |
| Milla calculada de Nordenskiöld en els portolans | 1 457,3         |
| Milla catalana segons Nordenskiöld               | 1 435           |

## Milles en camins i carreters
Les carreteres de l’antic imperi persa es mesuraven en parasangues. I hi havia fites de pedra que marcaven les distàncies. La xarxa de vies romanes es mesurava en milles i les distàncies indicades en les fites es referien al Milliarium Aureum, fita monumental que indicava el «quilòmetre zero». L’imperi romà d’orient, a imitació de Roma, disposava de la fita de referència anomenada Mílion.

## Exemples pràctics

### Jaume el Conqueridor
| «                     | ... havia hi una altra yla en que habitaven sarrains , que havia nom la Formentera , e era prop de Ivissa ; e havia de freu de mar entre Iviça e la Formentera una mila . | » |
| — Crònica De Jaume I. | |   |

### Ramon Llull
| « | Lo mariner consira galera e nau e barca, e consira vela e arbre e nàuxer, e les altres coses qui a nau se pertanyen; e enaprés consira temps de navegar e·ls ports a los quals ha refugi, e la estela e la agulla e la caramida, e·ls vents, e les milles e les corses d'aquells, e les altres coses qui·s pertanyen a la sua art. | » |

### Benedetto Cotrugli
| «                                     | La carta dello navigare la quale è universale guida al nostro proposito, è signa de tri cose principali, cioè venti, migla et nome delli lochi. Prima li venti, perché dal signo del vento per la bossola si deve pigliare lo signo dello locho, perché como è dicto la bossola è cosa necessarissima allo dritare della prora ad quello vento per lo quale tu vidi che quillo locho te sta è dericto allo quale è tua intentione de voler andare....Poi sonno le migla, perché lu marinaro poça fare lu suo arbitrio, et qui bisogna intendere la pradicha secundo lo vento fresco et secundo la valentitia del navilio et secundo la corrente quante meglia fa per hora lu tuo navilio, et al continuo devi voltare le meçarole lo giorno et la nocte, et intendere quante meglia hai navigato per tal vento per hora, et quante hore, et quanti per tal vento, et signare con ciera, et coscì cognoscere in che locho te trovi per non errare sopra scolgli, punteo secche. | » |
| — De Navigatione. Benedetto Cotrugli. | |   |

### Alvise Cadamosto
Distàncies indicades en milles.

### Pigafetta i Albó
Hi ha alguns autors que comparen i avaluen les dades de navegació de dos narradors de la primera cicumnavegació.
Pigafetta parla de legües i no pas de milles.
| «                                           | ... colla catena a poppa , noi percorrevamo da 60 in 70 leghe al giorno... | » |
| — Primo viaggio intorno al globo terracqueo |                                                                            |   |

També les unitats que cita Francesc Albó són les llegües.

### Martín Cotés
En la seva obra "Breve compendio de la Sphera", parla de la milla i d'altres unitats de longitud.

### Milla tradicional de València
- 1556. Precisió sobre la llegua valenciana de 4 milles.[28]

### Aigües jurisdiccionals
Una xifra tradicional era la de les 12 milles.

## Usos socials concrets
En singular o plural, milla o milles, el nom de diverses unitats de longitud ha estat adoptat en usos concrets.
- A Edimburgh és famosa la Royal Mile.[31]
- La raça de cavalls Quarter Horse prengué el nom de les curses d'un quart de milla.[32] Els cavalls Quarter són els millors en aquesta distància.
- Una de les curses automobilístiques més antigues del món és la que s’anomena «500 milles d’Indianàpolis» (Indianapolis 500)[33]
- La cursa d'automòbils Mille Miglia assolí una gran fama.[34]
- Del 1962 hi ha la cançó «Five Hundred Miles»[35]
  - Versió francesa: Richard Anthony - Et j'entends siffler le train[36]
- Del 1999 hi ha la pel·lícula «The Green Mile», La milla verda.
- Del 2002 hi ha el film «8 mile».